# Nogale czubate
Nogale czubate (Megapodiinae) – podrodzina ptaków z rodziny nogali (Megapodiidae).

## Rozmieszczenie geograficzne
Podrodzina obejmuje gatunki występujące w południowo-wschodniej Azji oraz Australii i Oceanii.

## Podział systematyczny
Do podrodziny należą następujące plemiona:
- Macrocephalini Verheyen, 1956 – jedynym przedstawicielem jest Macrocephalon maleo S. Müller, 1846 – nogal hełmiasty
- Megapodiini Swainson, 1837